# Distretto di Same
Il distretto di Same è un distretto della Tanzania situato nella regione del Kilimangiaro. È suddiviso in 31 circoscrizioni (wards) e conta una popolazione di 300 303 abitanti (censimento 2022).

## Suddivisione amministrativa
Il distretto è diviso nelle seguenti circoscrizioni (wards), tra parentesi gli abitanti (censimento 2022):
Circoscrizioni:
1. Bangalala (4 607)
2. Bendera (5 565)
3. Bombo (5 089)
4. Bwambo (9 670)
5. Chome (5 624)
6. Gavao-Saweni (3 557)
7. Hedaru (22 972)
8. Kalemawe (5 383)
9. Kihurio (10 249)
10. Kirangare (5 207)
11. Kisima (15 037)
12. Kisiwani (10 738)
13. Lugulu (6 449)
14. Mabilioni (5 854)
15. Makanya (12 980)
16. Maore (19 129)
17. Mhezi (4 618)
18. Mpinji (10 096)
19. Mshewa (5 471)
20. Msindo (5 810)
21. Mtii (5 051)
22. Mwembe (6 910)
23. Myamba (14 360)
24. Ndungu (16 436)
25. Njoro (5 538)
26. Ruvu (19 105)
27. Same (10 220)
28. Stesheni (9 065)
29. Suji (4 681)
30. Tae (3 935)
31. Vudee (6 114)
32. Vuje (10 828)
33. Vumari (6 117)
34. Vunta (7 838)